# Qeqertarsuaq
Qeqertarsuaq (dánsky Godhavn) je město v kraji Qeqertalik, ležící na západním pobřeží Grónska na ostrově Disko. Bylo založeno v roce 1773 rybářem Svendem Sandgreenem. V roce 2009 se Qeqertarsuaq spojil s několika dalšími obcemi, čímž vznikl nový kraj, Qaasuitsup.
Přestože tu v 90. letech žilo okolo 1100 obyvatel, v současnosti tu žije 883 obyvatel.

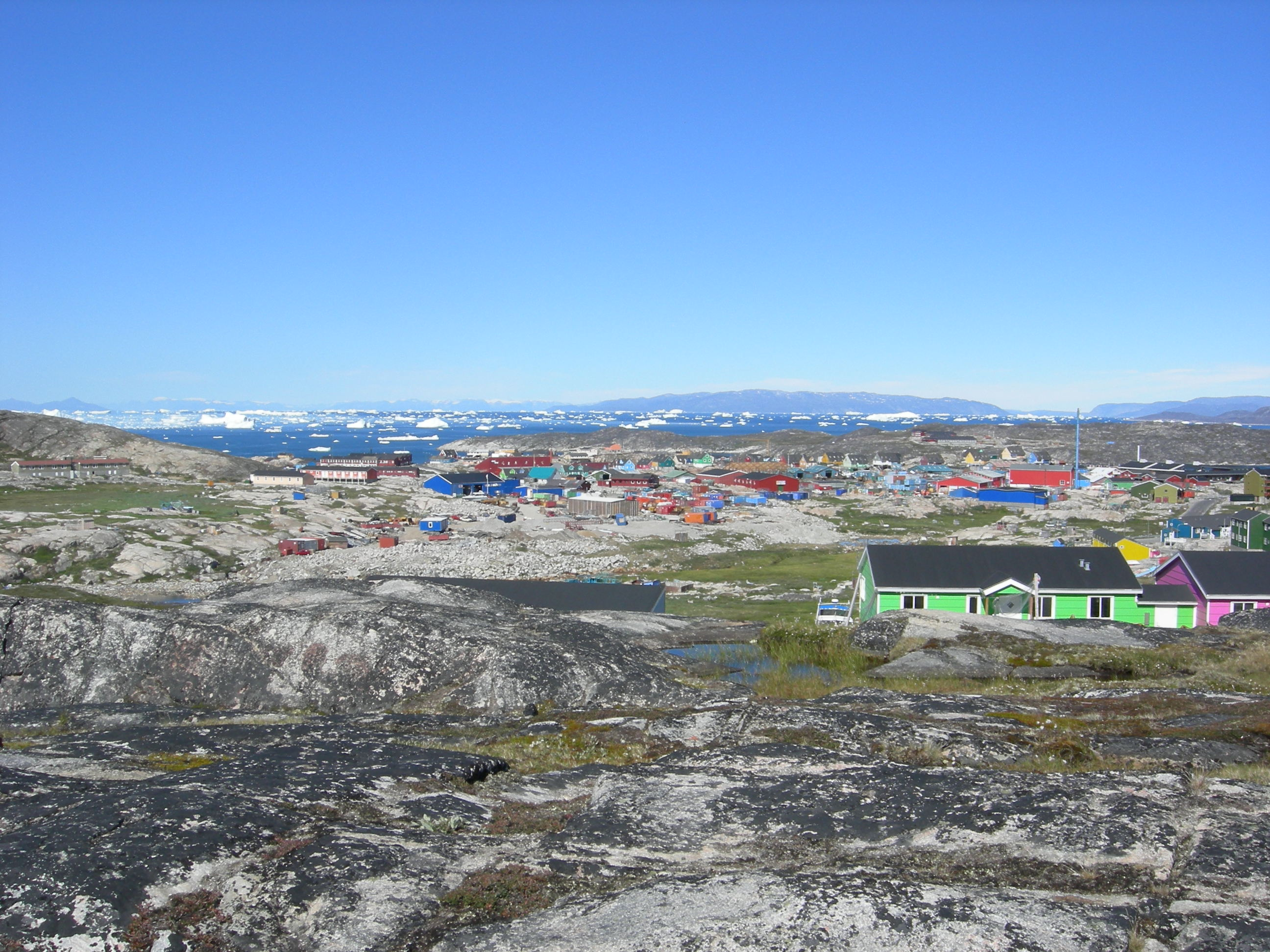
Pohled na Qeqertarsuaq
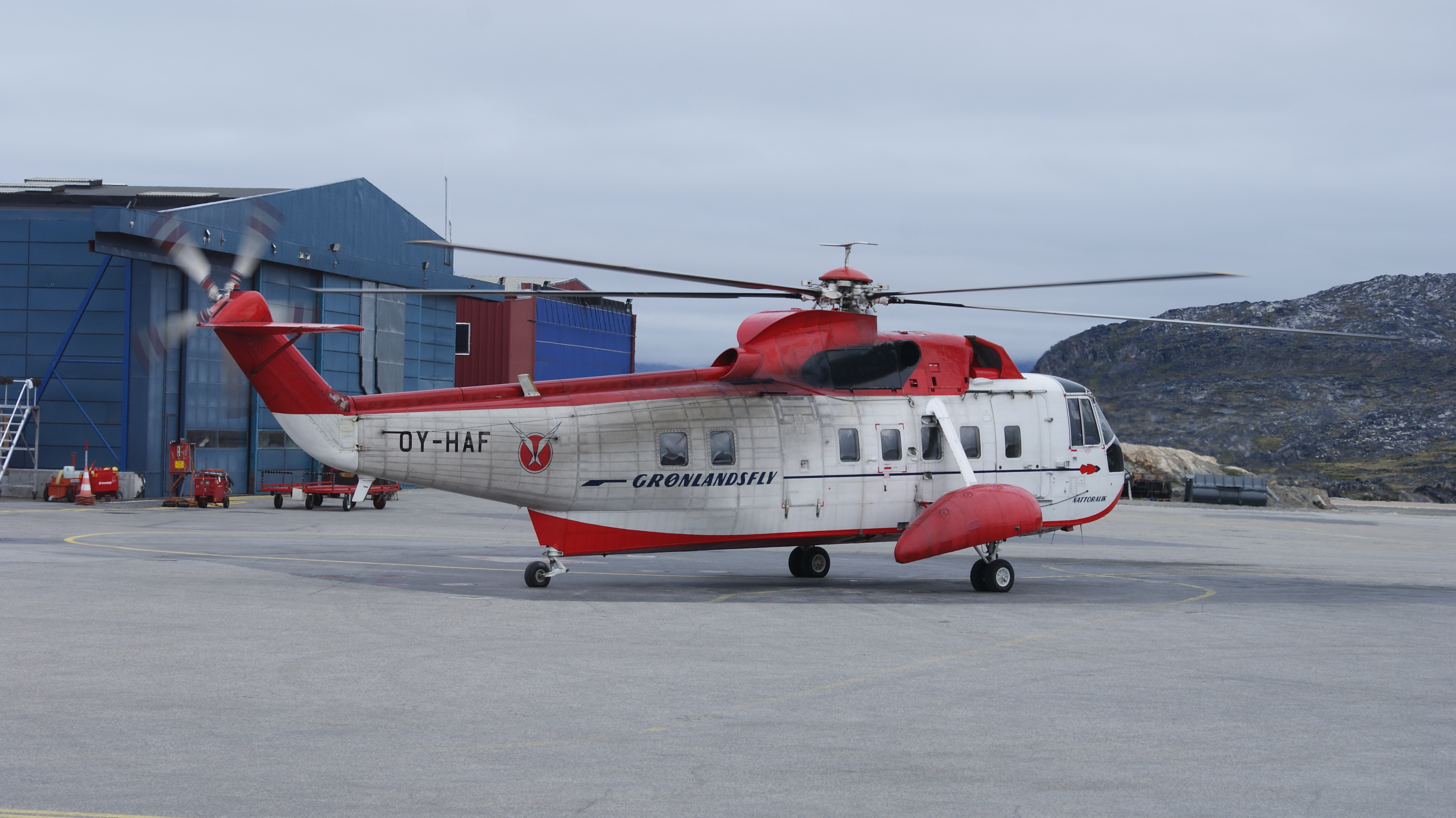
Heliport na qeqertarsuackém letišti

## Známí rodáci
- Rasmus Lerdorf